# Chùa Giác Lâm
Chùa Giác Lâm (tiếng Trung: 覺林寺:; Hán-Việt: Giác Lâm tự) còn có các tên khác: Cẩm Sơn, Sơn Can hay Cẩm Đệm; là một trong những ngôi chùa cổ nhất của Thành phố Hồ Chí Minh. Đây chính là tổ đình của phái Thiền Lâm Tế tông ở Nam Bộ. Chùa tọa lạc tại số 565 (số cũ 118) đường Lạc Long Quân, thuộc phường 10, Tân Bình, Thành phố Hồ Chí Minh, và đã được Bộ Văn hóa (nay là Bộ Văn hóa - Thông tin) công nhận là di tích lịch sử - văn hóa quốc gia của Việt Nam theo quyết định số 1288-VH/QĐ ngày 16 tháng 11 năm 1988.

## Giới thiệu sơ lược
Chùa Giác Lâm được cư sĩ Lý Thụy Long, người Minh Hương, quyên tiền xây dựng vào mùa xuân năm Giáp Tý (1744) đời chúa Nguyễn Phúc Khoát. Ban đầu chùa có tên là Sơn Can (sơn là núi, can là gò nông), về sau còn được gọi là Cẩm Sơn do chùa tọa lạc trên gò Cẩm Sơn. Ngoài ra, chùa còn có tên là Cẩm Đệm vì cư sĩ Thụy Long có tên riêng là Cẩm, chuyên nghề đan đệm bán, người địa phương gọi là ông Cẩm Đệm .
Từ năm 1744 đến năm 1774, chưa rõ có vị tăng sĩ nào đến trụ trì chùa hay không, vì thiếu tài liệu . Chỉ biết vào năm 1774, Thiền sư Phật Ý Linh Nhạc (trụ trì chùa Từ Ân) đã cử đệ tử của mình là Thiền sư Tổ Tông Viên Quang (gọi tắt là Viên Quang) về trụ trì chùa, đồng thời đổi tên chùa thành Giác Lâm.
Dưới thời thiền sư Viên Quang, chùa Giác Lâm trở thành một trung tâm đào tạo về kinh điển, giới luật đầu tiên cho chư tăng ở Gia Định và cả Nam Bộ. Đến năm 1873, dưới sự trụ trì của Thiền sư Minh Khiêm, chùa còn là nơi in ấn, sao chép kinh sách, khắc bản gỗ kinh, luật và diễn Nôm một số sách Phật giáo.
Danh sĩ Trịnh Hoài Đức trong quyển Gia Định thành thông chí đã miêu tả cảnh chùa lúc bấy giờ như sau: "Chùa tọa lạc trên gò Cẩm Sơn, cách phía Tây lũy Bán Bích ba dặm..., cây cao như rừng, hoa nở tựa gấm, sáng chiều mây khói nổi bay quanh quất, địa thế tuy nhỏ mà nhã thú!"...

## Kiến trúc

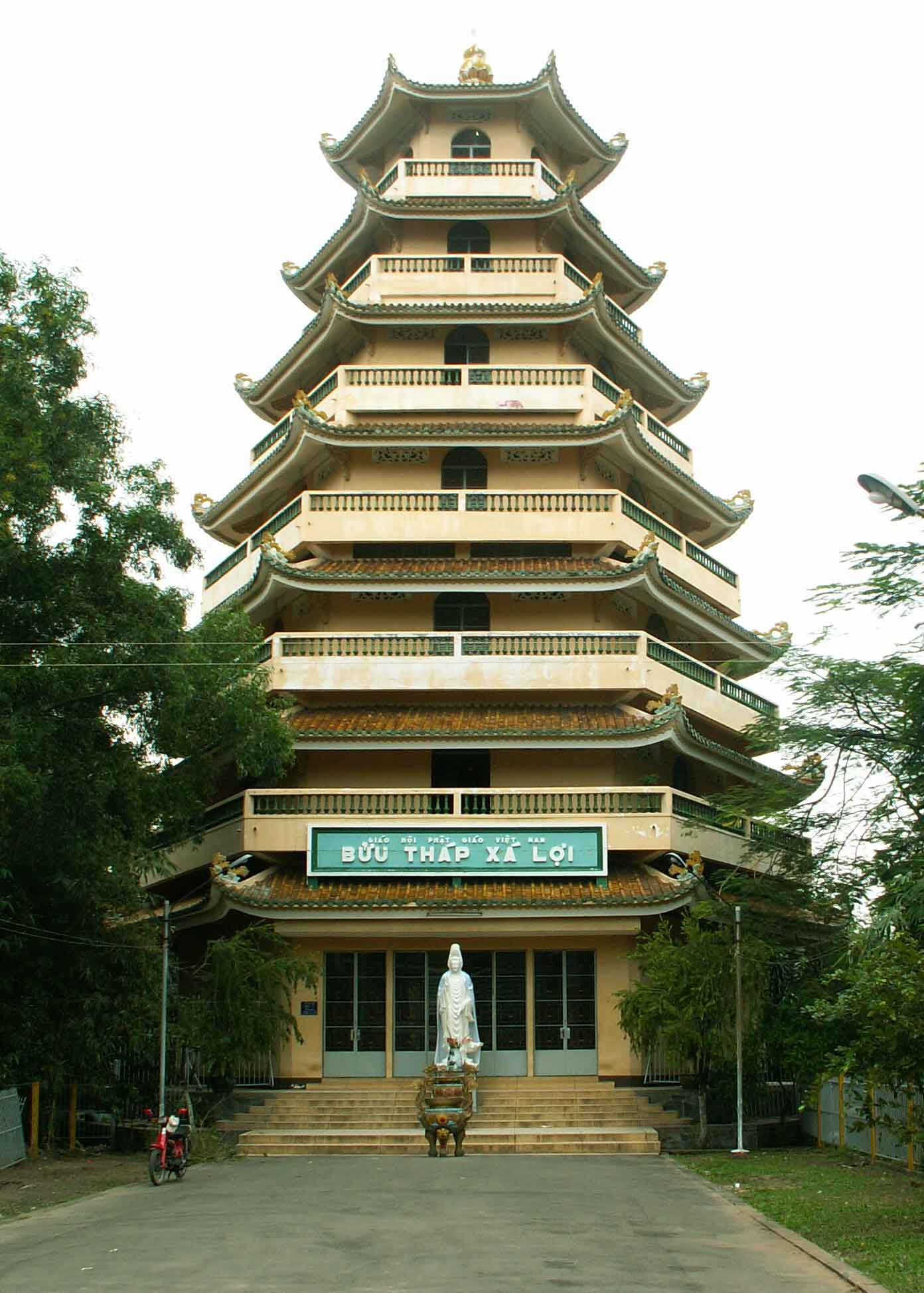
Tháp Xá lợi của chùa Giác Lâm

Chùa đã được trùng tu lớn ba lần. Thiền sư Tổ Tông Viên Quang cho xây lại chùa lần thứ nhất vào năm 1798–1804. Đến năm 1906–1909, Hòa thượng Hồng Hưng với sự giúp sức của Hòa thượng Như Phòng, đã cho tôn tạo lại ngôi chùa một lần nữa. Các sự kiện này được ghi lại trong đôi liễn mừng lạc thành, nay còn treo trong chánh điện. Đầu năm 1999, chùa hoàn thành đợt trùng tu lần thứ ba. 

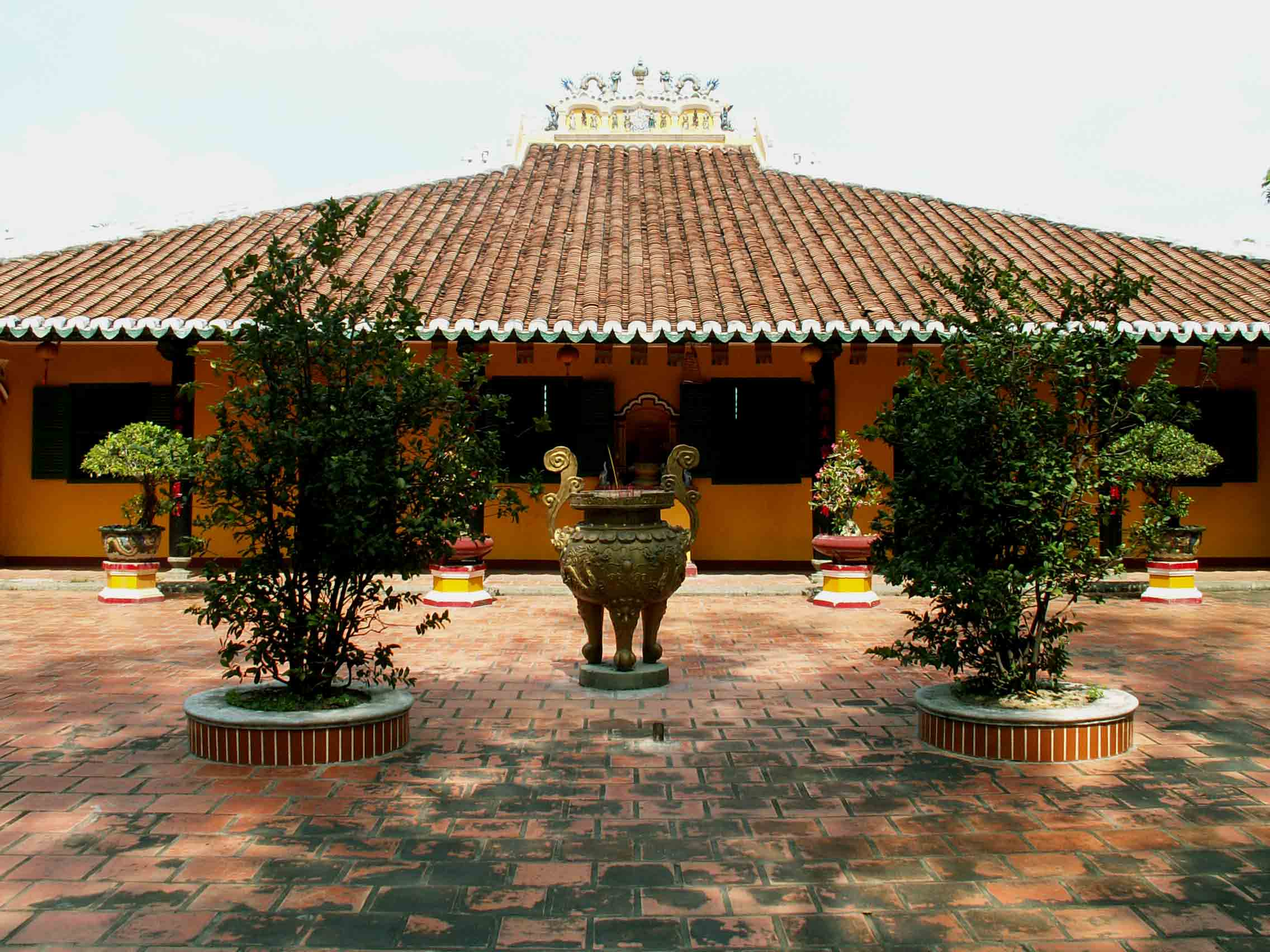
Chùa Giác Lâm nhìn chính diện

Chùa Giác Lâm hiện nay có lối kiến trúc chữ Tam (Ξ) gồm ba dãy nhà ngang nối liền nhau (không kể các nhà phụ): chính điện, giảng đường và nhà trai (còn gọi là nhà Ông Giám). Chùa nguyên thủy không có cổng tam quan (cổng tam quan chỉ mới được xây dựng vào năm 1955), mái chùa gồm 4 vạt và các sống mái đều thẳng. Năm 2007, khởi công xây dựng khu giảng đường và tăng xá (phía bên phải chùa - theo hướng nhìn từ trong ra).
Chính điện với kiểu nhà dân gian truyền thống một gian hai chái, bốn cột chính hay còn gọi là tứ trụ. Bên trong điện khá rộng và sâu, có 56 cột to hơn vòng tay ôm màu nâu sẫm. Cột nào cũng được chạm khắc câu đối, thếp vàng công phu. Giữa các hàng cột là các cửa võng, cũng được thếp vàng, chạm trổ các đề tài trang trí truyền thống như tứ linh, tứ quý, hoa điểu....
Trong chính điện bày trí theo kiểu "tiên bái Phật, hậu bái Tổ". Phía trước chính điện thờ các tượng A Di Đà, Thích Ca, Di Lặc. Hai bàn thờ hai bên phải trái, có tượng Quán Thế Âm, Đại Thế Chí. Ngoài ra, ở đây còn có tượng cửu long, dọc hai bên tường có bộ tượng Thập Bát La hán, bộ tượng Thập Điện Diêm Vương, tượng Tổ Bồ Đề Đạt Ma và tượng Long Vương.
Đằng sau chính điện là bàn thờ Tổ, thờ các vị Hòa thượng đã trụ trì tại chùa Giác Lâm. Đối diện với bàn thờ Tổ là các bàn thờ: Phật Chuẩn Đề, Phật A Di Đà, và sau cùng là bàn thờ Thập Điện Diêm Vương. Ở gian này, trong thời kỳ kháng chiến chống Pháp và chống Mỹ, được dùng làm cơ sở hậu cần, nuôi chứa cán bộ, làm công tác trinh sát nội thành .
Trước chùa là bảo tháp xá lợi gồm 7 tầng hình lục giác. Tháp được khởi công xây dựng từ năm 1970 theo bản vẽ của kiến trúc sư Vĩnh Hoằng, đến năm 1975 thì tạm ngưng cho đến 1993 mới được tiếp tục. Từ năm 1994 tầng 7 của tháp thờ Xá Lợi Phật.

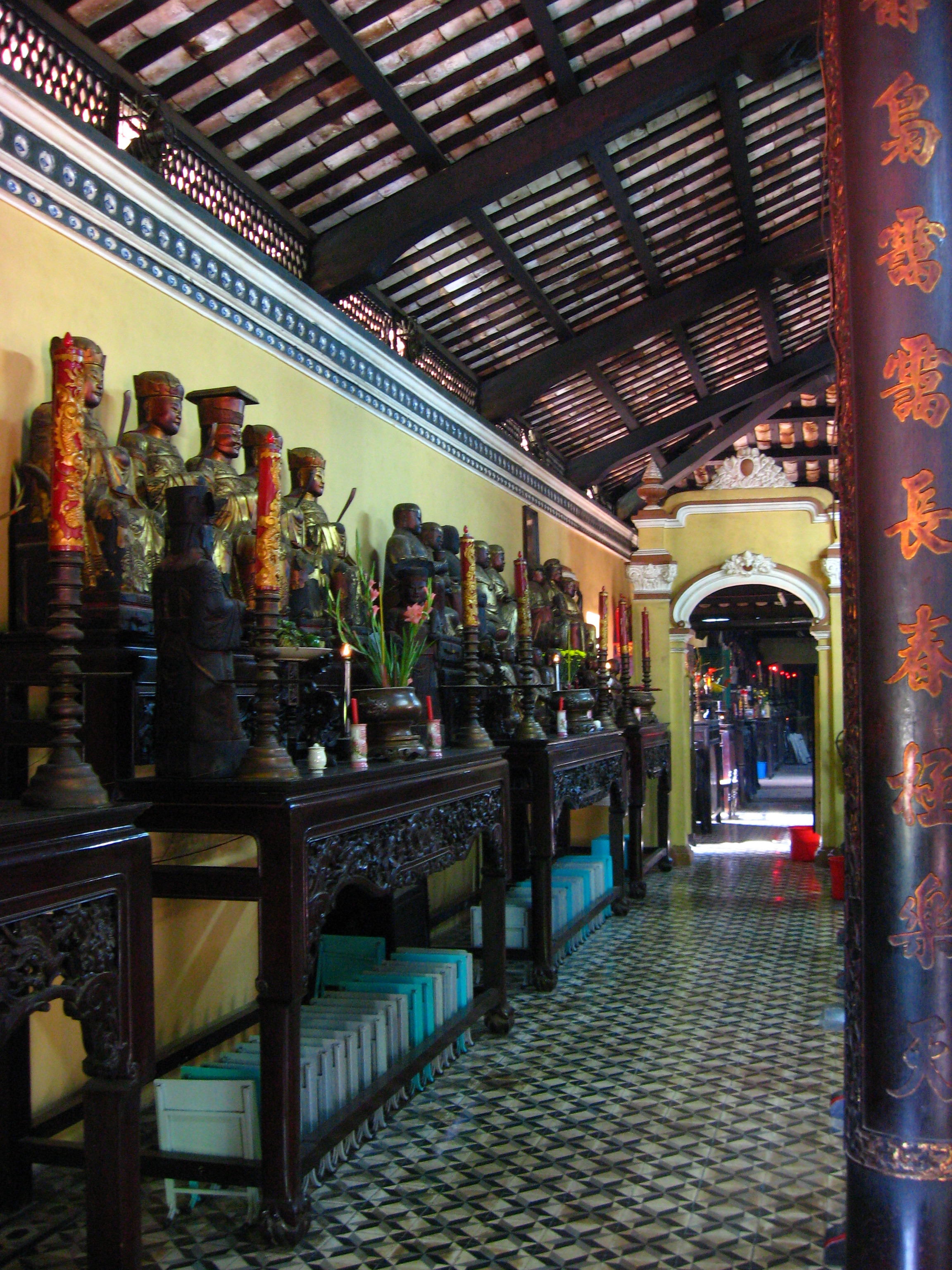
Một số pho tượng trong chùa Giác Lâm

Bên trái của chùa là khu mộ tháp của các vị hòa thượng đã trụ trì ở đây, trong số ấy có tháp Tổ Phật Ý Linh Nhạc, tháp Thiền sư Tổ Tông Viên Quang. Ngoài ra, trước sân chùa có đặt tượng Quan Thế Âm Bồ Tát dưới bóng cây bồ đề. Cây này do Đại đức Narada mang từ Sri Lanka (Tích Lan) sang trồng vào ngày 18 tháng 6 năm 1953 .

## Hiện vật quý
Trong chùa có 113 pho tượng cổ, chủ yếu là tượng gỗ, chỉ có 7 tượng đồng. Có nhiều tượng có giá trị như: Tượng Phật A Di Đà, Phật Thích Ca, Di Lặc Bồ Tát; Thế Chí Bồ Tát, Quan Thế Âm Bồ Tát, Địa Tạng Vương Bồ Tát, bộ tượng Cửu Long (đúc bằng đồng), bộ tượng Mười Tám Vị La Hán, tượng Thập Điện Diêm Vương, tượng Tổ Sư Đạt Ma, tượng Long Vương, v.v...
Trên các cột chính của chùa đều có khắc câu đối (gồm 86 câu) thếp vàng công phu. Đáng chú ý có câu đối của Hiệp trấn Trịnh Hoài Đức (treo ở gian thờ Tổ) và câu đối của Mộc Ân đệ tử phụng cúng vào năm Gia Long thứ 3 (1804). Ngoài ra ở đây còn có 9 bao lam, 19 hoành phi, một bàn thờ cổ và đồ thờ cổ .

## Hình ảnh

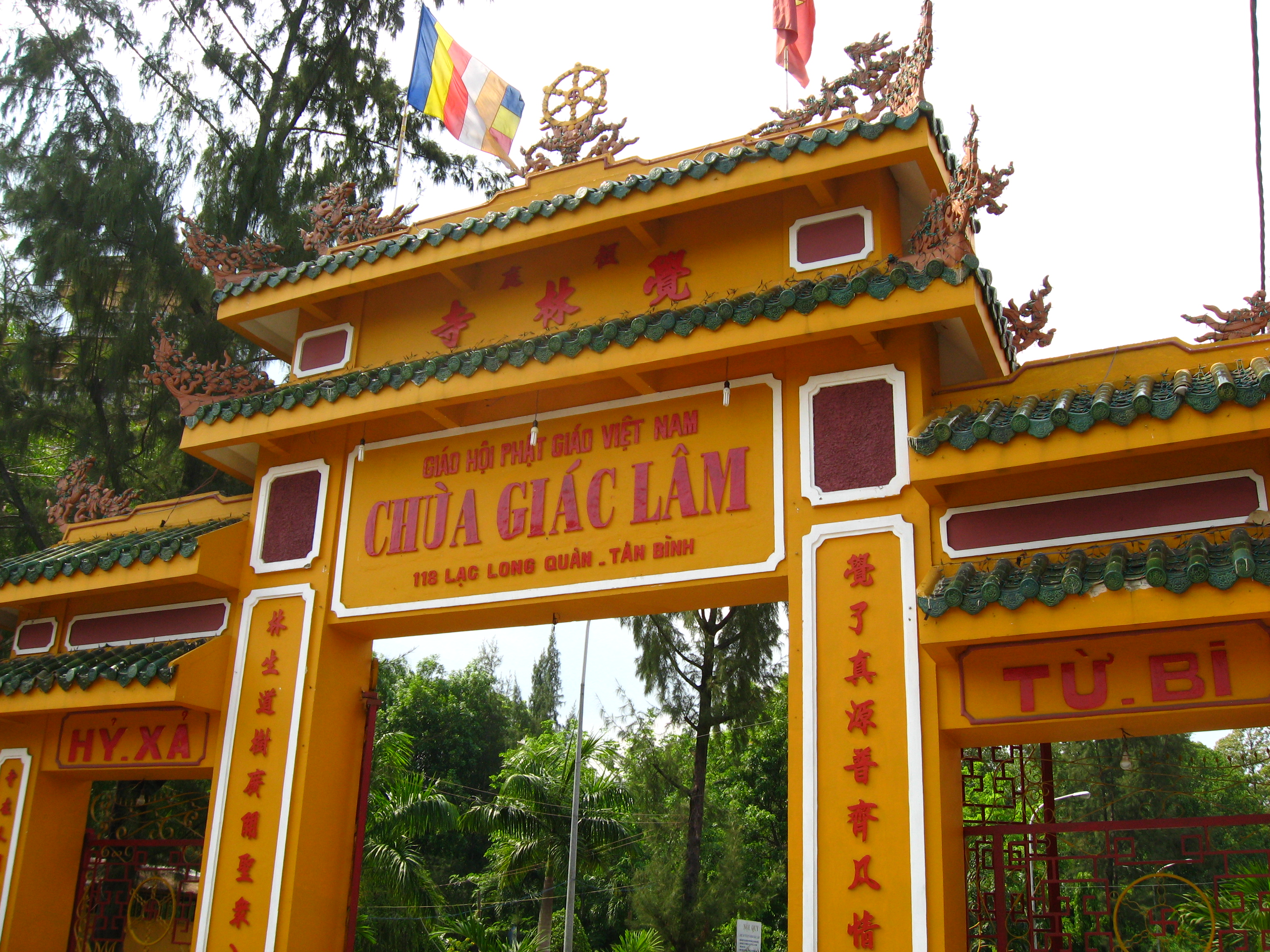
Cổng chùa Giác Lâm
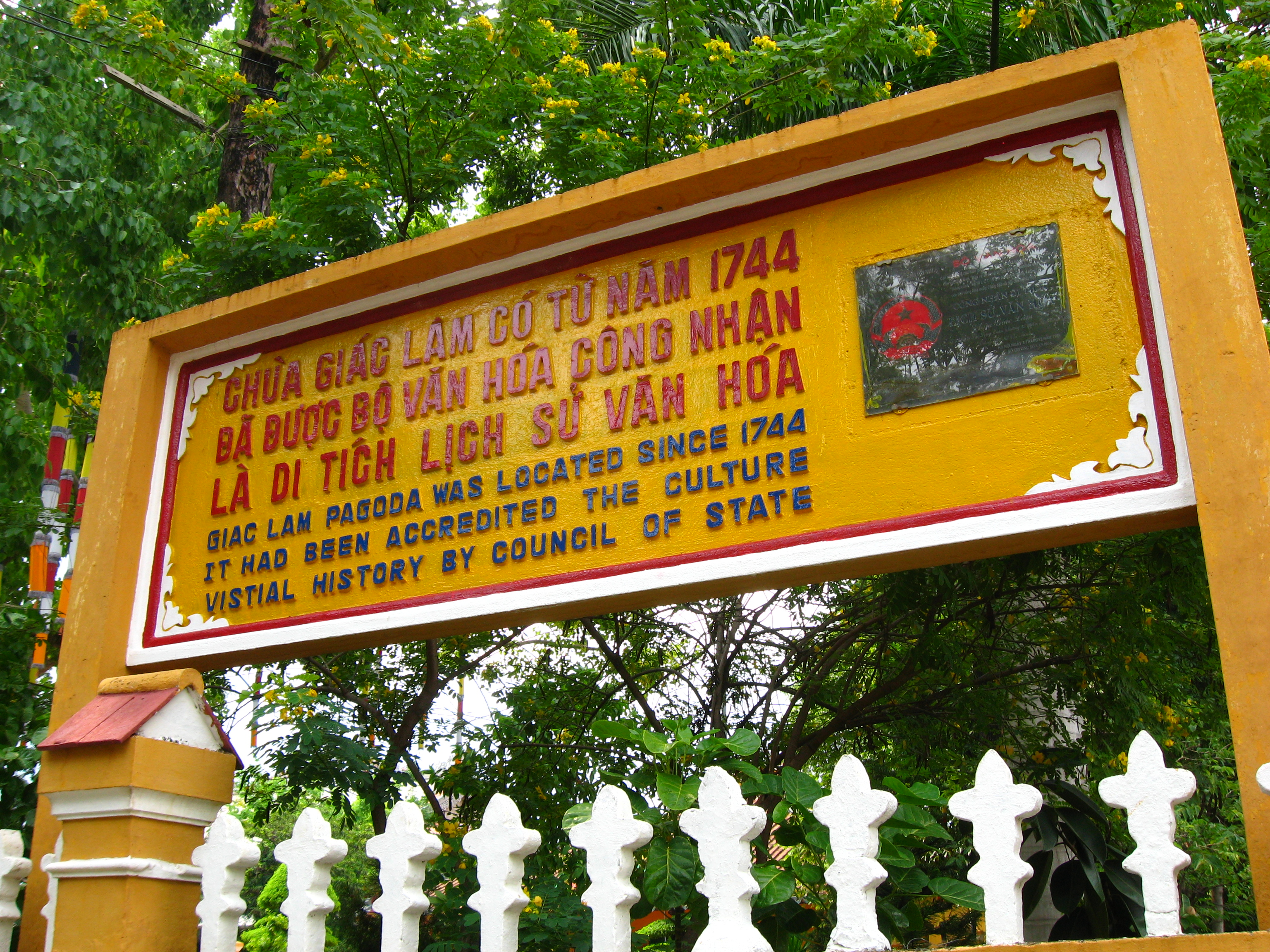
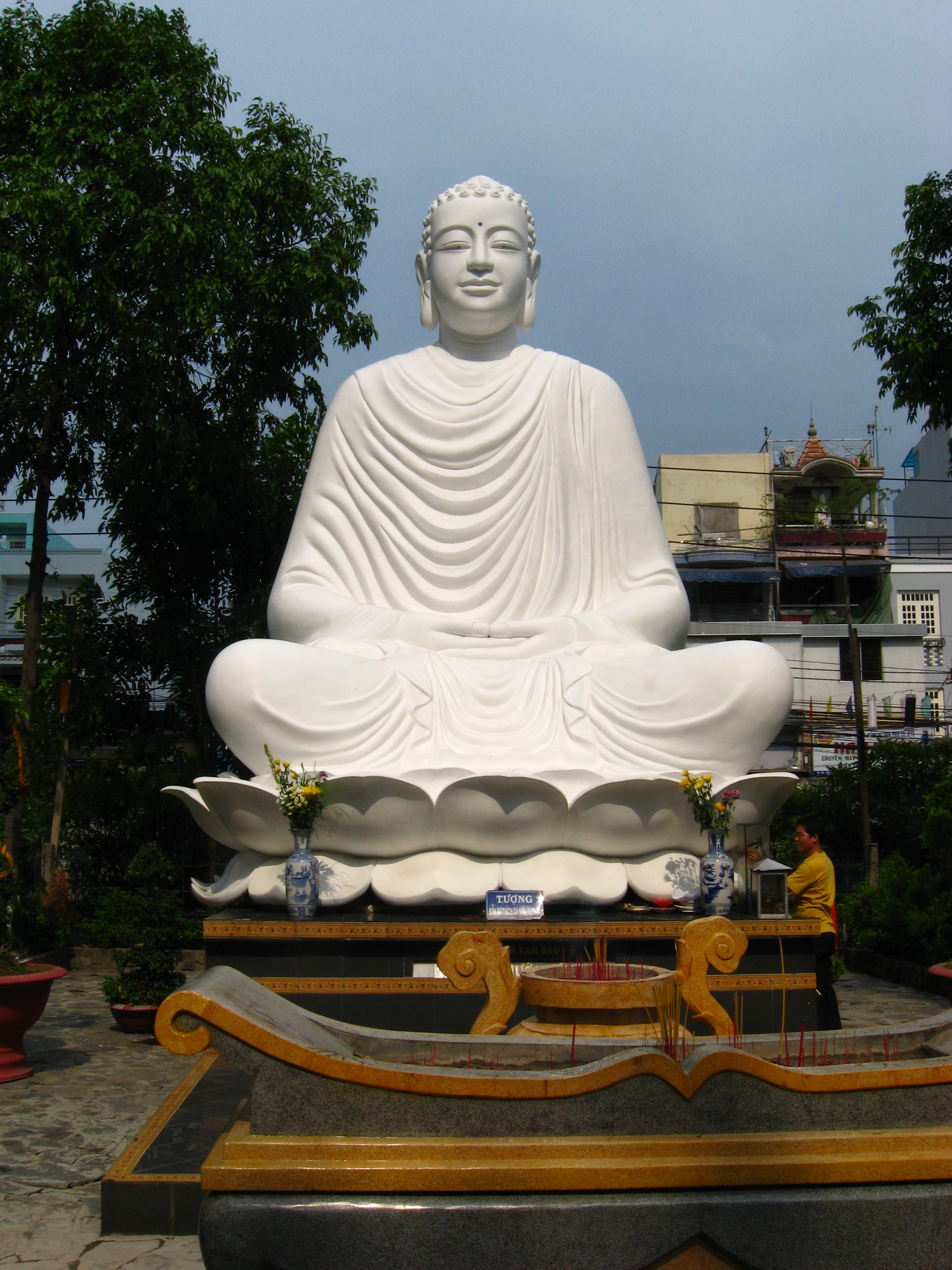
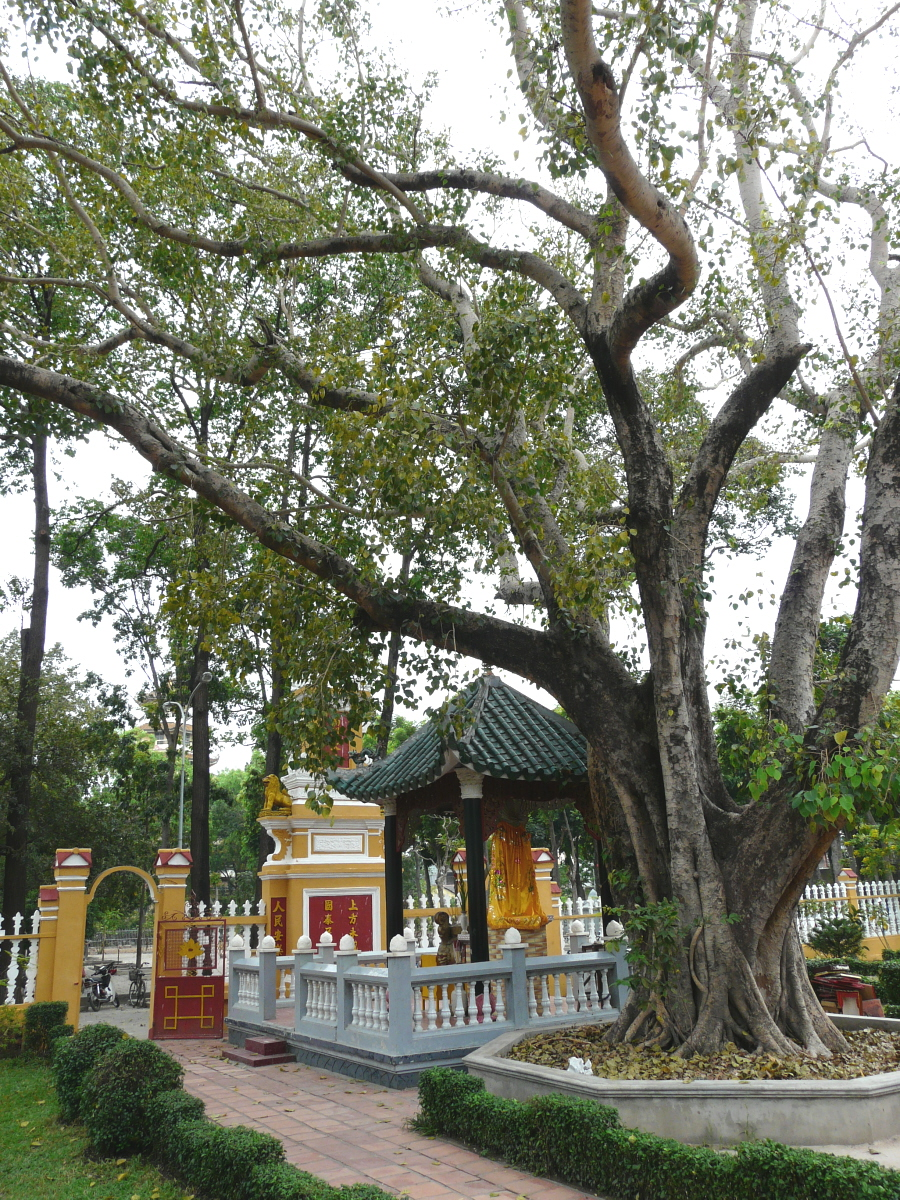
Cây bồ đề
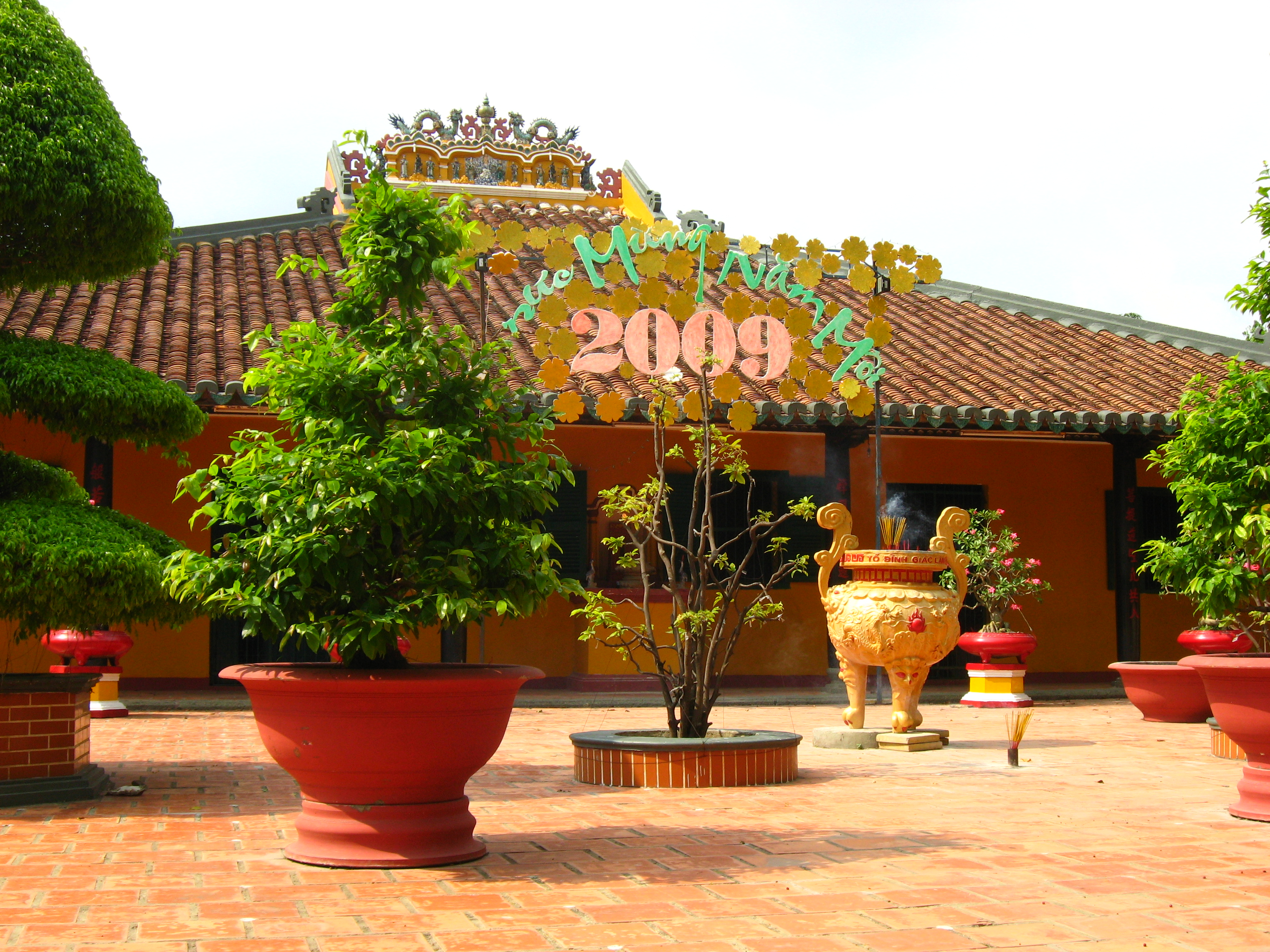
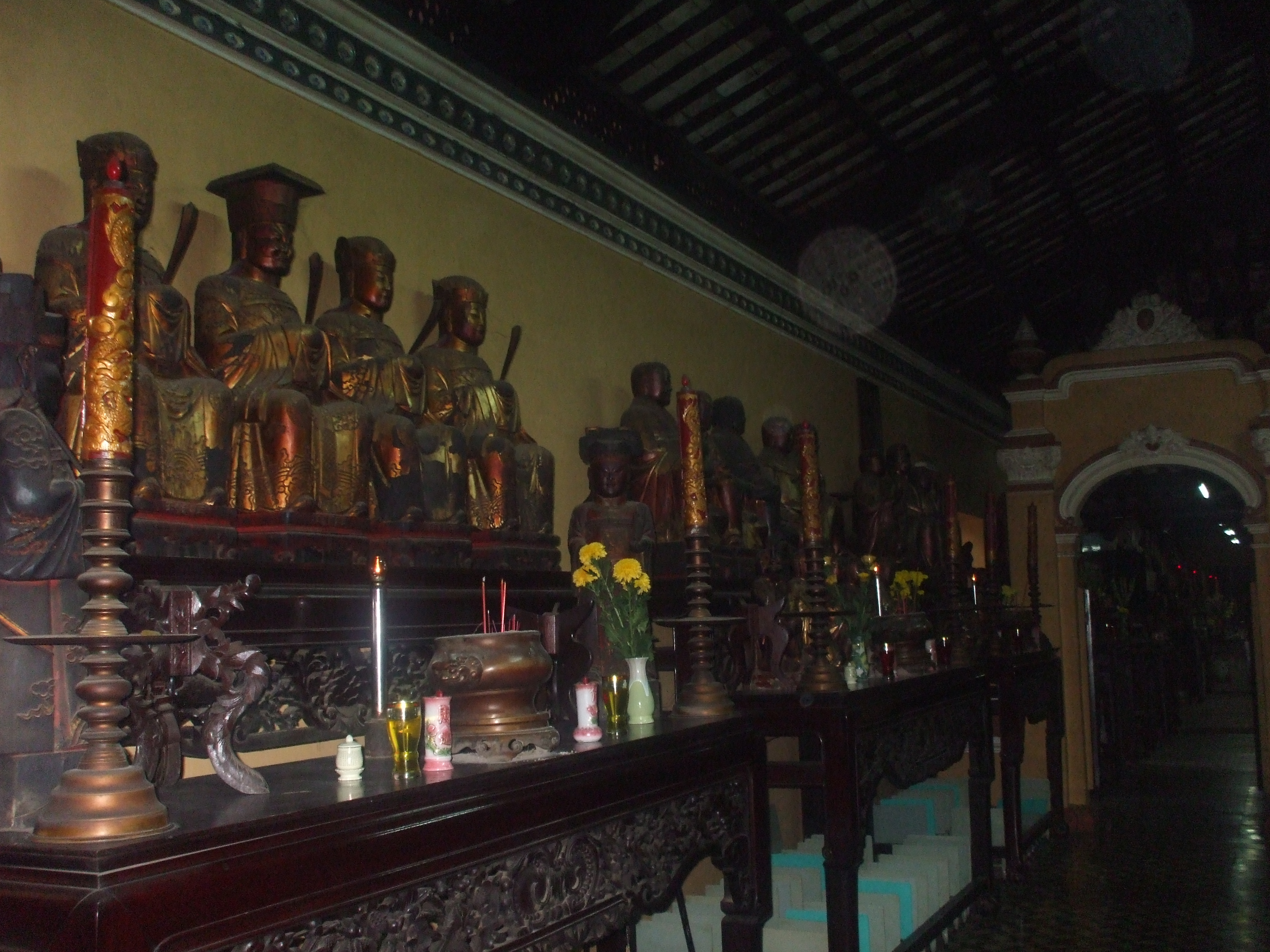
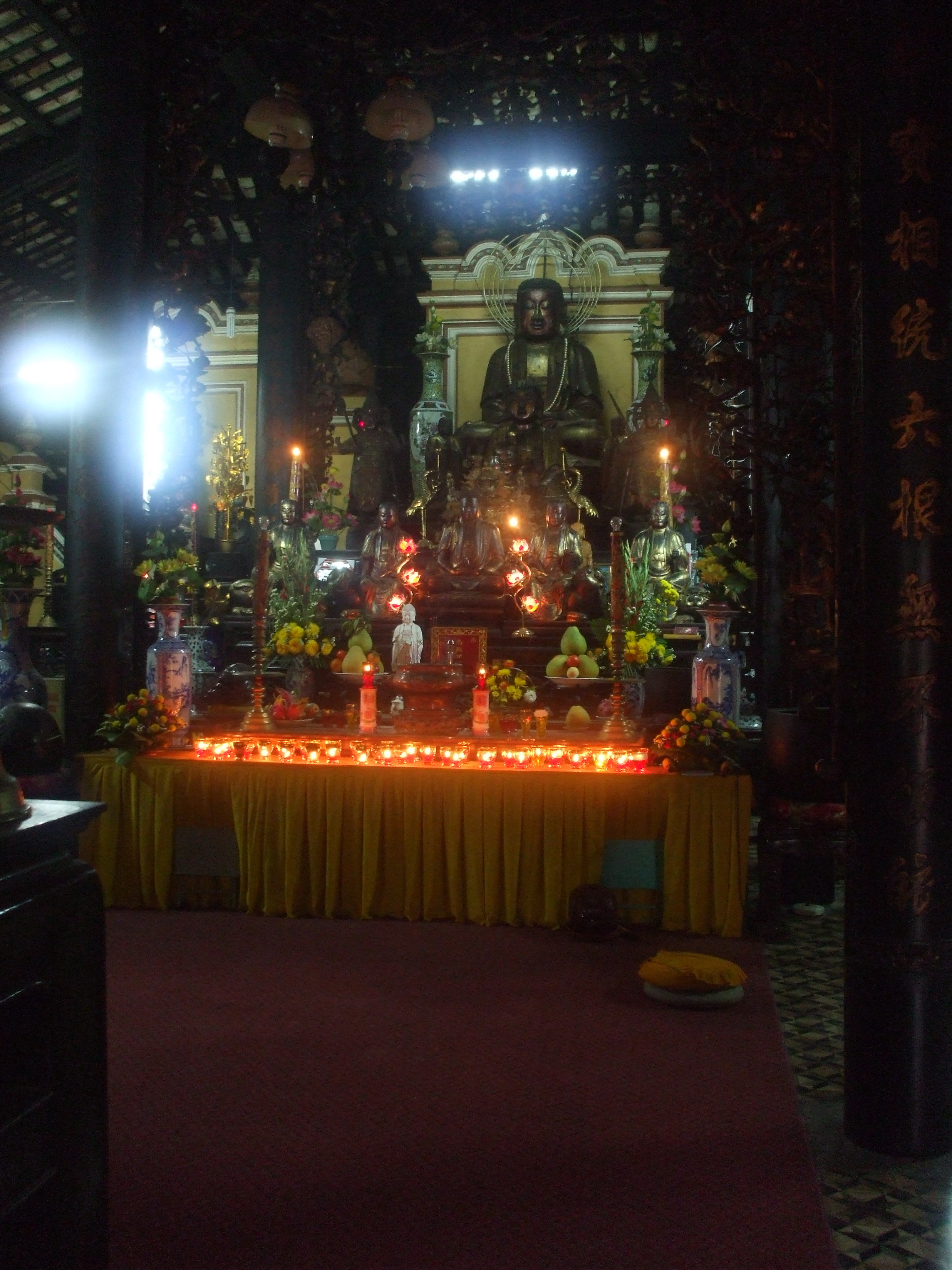
Tượng Phật nơi chính điện chùa Giác Lâm
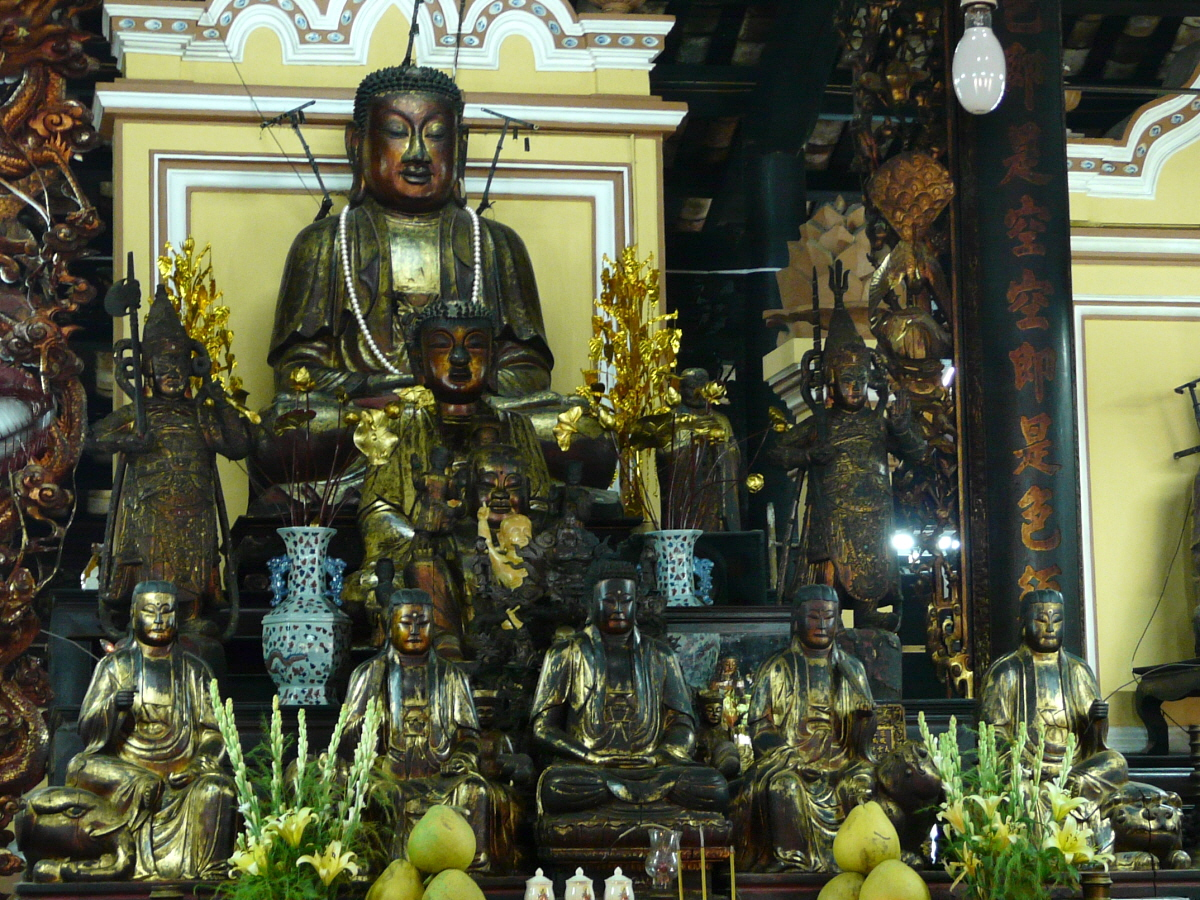
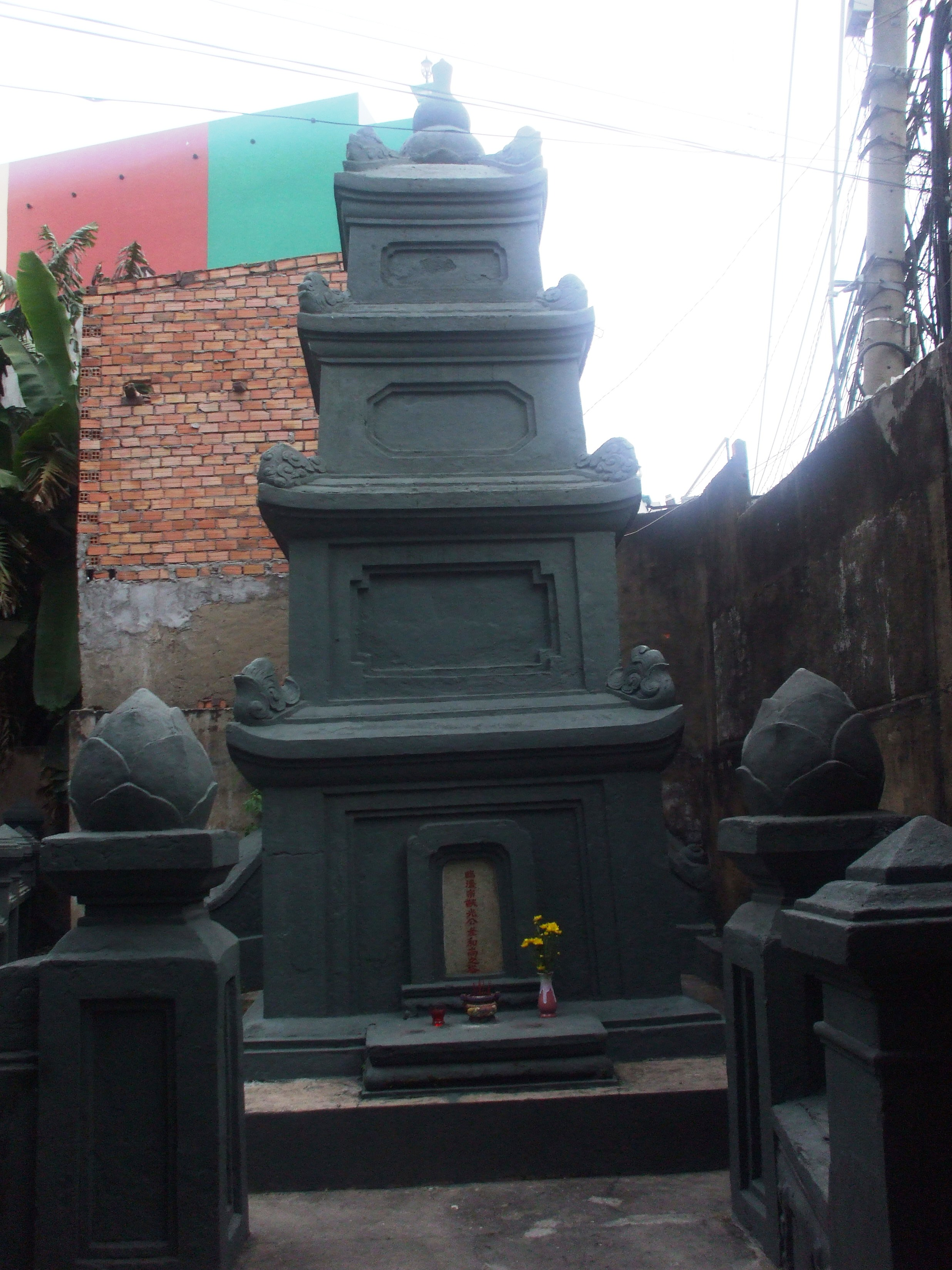
Tháp Viên Quang

## Sách tham khảo chính
- Vương Hồng Sển, Sài Gòn năm xưa. Nhà xuất bản Thành phố Hồ Chí Minh, 1991.
- Huỳnh Minh, Gia Định xưa (1973), Nhà xuất bản Thanh Niên in lại năm 2001.
- Giáo trình Kiến thức phục vụ du lịch, Nhà xuất bản TP. HCM, 1995.
- Võ Văn Tường – Huỳnh Như Phương, Danh lam nước Việt, Nhà xuất bản Mỹ thuật, 1995.
- Sổ tay văn hoá Việt Nam, Đặng Đức Siêu, Nhà Xuất bản Lao động 2006.
- Nguyễn Hiền Đức, Lịch sử Phật giáo Đàng Trong, Nhà xuất bản TP. HCM, 1995.